# Walerija Michailowna Selunskaja
Walerija Michailowna Selunskaja (russisch Валерия Михайловна Селунская; * 7. November 1920 in Nischni Nowgorod; † 5. Dezember 2005 in Moskau) war eine sowjetische bzw. russische Historikerin und Hochschullehrerin.

## Leben
Die Arzttochter Selunskaja schloss den Schulbesuch mit der Goldmedaille ab und begann 1938 das Studium an der Lomonossow-Universität Moskau (MGU) in der Historischen Fakultät (Istfak). Nach Beginn des Deutschen Angriffskriegs gegen die Sowjetunion kam sie im Rahmen der Evakuierung Moskaus in die Historische Fakultät des Gorkier-Pädagogik-Institut, an dem sie 1944 das Studium abschloss. Sie arbeitete als Mittelschullehrerin bis 1947 in Balakleja.
Zum Abschluss der Aspirantur 1949–1951 in der Istfak der MGU verteidigte Selunskaja 1951 ihre Dissertation über die 25000 Arbeiter aus den Industriezentren, die während der Kollektivierung der Landwirtschaft 1929–1930 von der KPdSU zur Organisation der Arbeit in den Kolchosen aufs Land geschickt worden waren, mit Erfolg für die Promotion zur Kandidatin der historischen Wissenschaften.
Selunskaja blieb dort als Assistentin und dann Dozentin des Lehrstuhls für Geschichte der KPdSU. Sie verteidigte 1966 ihre Doktor-Dissertation über die Arbeiterklasse im Kampf für die sozialistische Revolution auf dem Dorfe in der Zeit Oktober 1917–Frühjahr 1918 anhand von Materialien der russischen Gouvernements mit Industrie- und Schwarzerde-Zentren mit Erfolg für die Promotion zur Doktorin der historischen Wissenschaften.
Ab 1967 leitete die zur Professorin ernannte Selunskaja den Lehrstuhl für Geschichte der UdSSR (seit 1991 vaterländische Geschichte des 20. und 21. Jahrhunderts). Mit anderen organisierte sie die Zusammenarbeit der Historiker der MGU mit den Spezialisten für russische Geschichte in Osteuropa. Alle zwei Jahre fanden mit ihrer direkten Beteiligung Seminare mit Wissenschaftlern der Universitäten Polens, der Tschechoslowakei, der DDR und Bulgariens statt. Sie nahm an internationalen Konferenzen in London, Bukarest, Edinburgh und Kopenhagen teil. Zusammen mit Wissenschaftlern der Humboldt-Universität zu Berlin verfasste sie ein Lehrbuch der russischen Geschichte für Studenten. Jelena Malyschewa, Nina Lwowna Rogalina, Walentina Ryschenko und Leokadija Drobischewa waren Schülerinnen Selunskajas.
Selunskaja starb am 5. Dezember 2005 in Moskau. Ihre Tochter Natalja Borissowna Selunskaja (* 1947) ist Historikerin und Verdiente Professorin der MGU.

## Ehrungen, Preise
- Medaille „Sieg über Deutschland“ (1946)[2]
- Lomonossow-Preis der MGU (1960)[2]
- Ehrenzeichen der Sowjetunion (1967)[2]
- Medaille „Veteran der Arbeit“ (1986)[2]